# Maison du Figaro

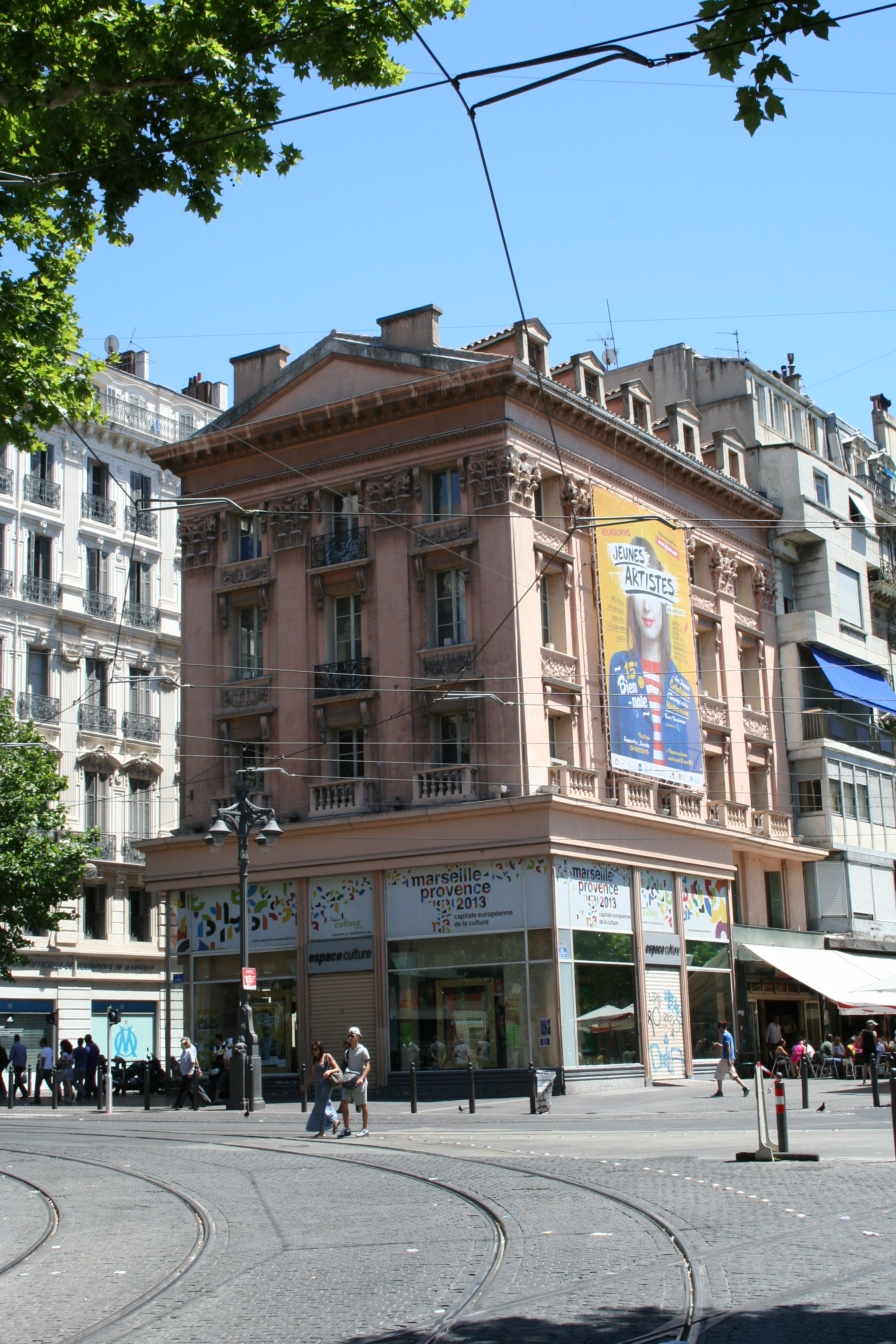

A Maison du Figaro é um edifício histórico no 1º arrondissement de Marselha, na França. Foi projetado pelo arquitecto Pierre Pavillon e foi concluído em 1675. Está listado como um monumento histórico oficial desde 1992.